# George Alexander Kelly
George Alexander Kelly, britanski general, * 1888, † 1973.